# Double Fine Productions
Double Fine Productions est un studio de développement de jeux vidéo fondé en juillet 2000 par Tim Schafer après son départ de la compagnie LucasArts. Double Fine Productions a démarré en engageant les personnes qui avaient travaillé sur le jeu Grim Fandango et quelques nouveaux employés. Le nom de « Double Fine » viendrait du fait que le pont de San Francisco est une zone double fine, la compagnie étant basée à San Francisco.
Le premier titre réalisé par Double Fine Productions est Psychonauts. Il est disponible pour les consoles Xbox et PlayStation 2 ainsi que pour le PC. Le jeu remporte un franc succès critique.
Double Fine Productions sort ensuite le jeu Brütal Legend en octobre 2009, autour du thème du heavy metal. Il est édité par Electronic Arts dans le cadre des EA Partners.
Depuis 2010, le studio se concentre sur des supports dématérialisés (PlayStation Network, Xbox Live Arcade). Les jeux sont plus courts, moins chers, mais plus nombreux : Costume Quest, Stacking, Trenched.
Le studio développe également sur Kinect avec son premier jeu édité par Warner Bros. Interactive : Sesame Street: Once Upon a Monster.
Le 9 juin 2019, Microsoft annonce le rachat de Double Fine lors de l'E3 2019, sans préciser les détails de l'opération.

## Jeux développés
| Titre                                 | Année | Plateforme                                                                                                | Éditeur                                |
| ------------------------------------- | ----- | --- | -------------------------------------- |
| Psychonauts                           | 2005  | Microsoft Windows, Linux, MacOS, PlayStation 2, PlayStation 3, PlayStation 4, Xbox                        | Majesco Entertainment                  |
| Epic Saga: Extreme Fighter            | 2007  | Navigateur web                                                                                            | Double Fine Productions                |
| My Game About Me: Olympic Challenge   | 2008  | Navigateur web                                                                                            | Double Fine Productions                |
| Tasha's Game                          | 2008  | Navigateur web                                                                                            | Double Fine Productions                |
| Host Master and the Conquest of Humor | 2009  | Navigateur web                                                                                            | Double Fine Productions                |
| Brütal Legend                         | 2009  | Microsoft Windows, Linux, MacOS, PlayStation 3, Xbox 360                                                  | Electronic Arts                        |
| Costume Quest                         | 2010  | Microsoft Windows, Linux, MacOS, Android, iOS, PlayStation 3, Xbox 360                                    | THQ                                    |
| Stacking                              | 2011  | Microsoft Windows, Linux, MacOS, PlayStation 3, Xbox 360                                                  | THQ                                    |
| Iron Brigade                          | 2011  | Microsoft Windows, Xbox 360                                                                               | Microsoft Studios                      |
| Psychonauts Vault Viewer !            | 2011  | iOS | Double Fine Productions                |
| Sesame Street: Once Upon a Monster    | 2011  | Xbox 360                                                                                                  | Warner Bros. Interactive Entertainment |
| Double Fine Happy Action Theater      | 2012  | Xbox 360                                                                                                  | Microsoft Studios                      |
| Middle Manager of Justice             | 2012  | Android, iOS                                                                                              | Double Fine Productions                |
| Amnesia Fortnight 2012                | 2012  | Microsoft Windows                                                                                         | Double Fine Productions                |
| Kinect Party                          | 2012  | Xbox 360                                                                                                  | Microsoft Windows                      |
| The Cave                              | 2013  | Microsoft Windows, Android, iOS, Linux, MacOS, PlayStation 3, Wii U, Xbox 360                             | Sega                                   |
| Host Master Deux: Quest for Identity  | 2013  | Navigateur web                                                                                            | Double Fine Productions                |
| Dropchord                             | 2013  | Microsoft Windows, Android, iOS, MacOS                                                                    | Double Fine Productions                |
| Dropchord                             | 2013  | Navigateur web                                                                                            | Double Fine Productions                |
| Autonomous                            | 2013  | Microsoft Windows                                                                                         | Double Fine Productions                |
| The Playroom: My Alien Buddy          | 2013  | PlayStation 4                                                                                             | Sony Computer Entertainment            |
| Broken Age                            | 2014  | Microsoft Windows, Android, iOS, Linux, MacOS, Nintendo Switch, PlayStation Vita, PlayStation 4, Xbox One | Double Fine Productions                |
| Amnesia Fortnight 2014                | 2014  | Microsoft Windows                                                                                         | Double Fine Productions                |
| Hack 'n' Slash                        | 2014  | Microsoft Windows, Linux, MacOS                                                                           | Double Fine Productions                |
| Costume Quest 2                       | 2014  | Microsoft Windows, Linux, MacOS, PlayStation 3, PlayStation 4, Wii U, Xbox 360, Xbox One                  | Majesco Entertainment                  |
| Spacebase DF-9                        | 2014  | Microsoft Windows, Linux, MacOS                                                                           | Double Fine Productions                |
| Grim Fandango Remastered              | 2015  | Microsoft Windows, iOS, Linux, MacOS, Nintendo Switch, PlayStation 4, PlayStation Vita, Xbox One          | Double Fine Productions                |
| Massive Chalice                       | 2015  | Microsoft Windows, Linux, MacOS, Xbox One                                                                 | Double Fine Productions                |
| Day of the Tentacle Remastered        | 2016  | Microsoft Windows, iOS Linux, MacOS, PlayStation 4, PlayStation Vita, Xbox One                            | Double Fine Productions                |
| Headlander                            | 2016  | Microsoft Windows, MacOS, PlayStation 4, Xbox One                                                         | Adult Swim Games                       |
| Psychonauts in the Rhombus of Ruin    | 2017  | Microsoft Windows, PlayStation VR VR                                                                      | Double Fine Productions                |
| Amnesia Fortnight 2017                | 2017  | Microsoft Windows                                                                                         | Double Fine Productions                |
| Full Throttle Remastered              | 2017  | Microsoft Windows, iOS, Linux, MacOS, PlayStation 4, PlayStation Vita, Xbox One                           | Double Fine Productions                |
| Rad                                   | 2019  | Microsoft Windows, Nintendo Switch, PlayStation 4, Xbox One                                               | Bandai Namco Games                     |
| Psychonauts 2                         | 2021  | Microsoft Windows, MacOS, Linux, PlayStation 4, Xbox One, Xbox Series                                     | Xbox Game Studios                      |
| Keeper                                | 2025  | Microsoft Windows, Xbox Series                                                                            | Xbox Game Studios                      |

Les jeux Flash sont développés par Klint Honeychurch et sont disponibles sur le site de l'entreprise.

Prototypes de jeux développés lors du concours Amnesia Fortnight en 2012 (compatibles Windows uniquement) :
- Autonomous
- Black Lake
- Hack 'n' Slash
- Spacebase DF-9
- The White Birch
- Brazen
- Happy Song